# Semper-pápaszemesmadár
A Semper-pápaszemesmadár (Zosterops conspicillatus) a madarak osztályának verébalakúak (Passeriformes) rendjébe és a pápaszemesmadár-félék (Zosteropidae) családjába tartozó faj.
A magyar név forrással nincs megerősítve.

## Előfordulása
Csendes-óceán nyugati részén található Északi-Mariana-szigetek területén honos, mely az Amerikai Egyesült Államok társult állama. Természetes élőhelye a szubtrópusi és trópusi síkvidéki esőerdőkben, ültetvényeken, és a vidéki kertekben van. A behurcolt barna mangrovesikló (Boiga irregularis) veszélyezteti, ami Guam szigetéről már ki is pusztította.

## Alfajai
- Zosterops conspicillatus conspicillatus - Guam, kihalt
- Zosterops conspicillatus saypani - az Északi-Mariana-szigetek közül Tinian, Saipan és Aguijan.

## Megjelenése
Testhossza 12 centiméter.

## Életmódja
Rovarokkal, hernyókkal, magvakkal, gyümölcsökkel és bogyókkal táplálkozik.